# アシュラフ・ギルザイ

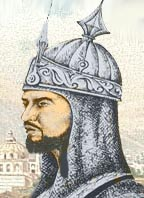
後世の画家が想像で描いたシャー・アシュラフ・ホータキーの肖像画

アシュラフ・ギルザイ（اشرف غیلزی, Ašraf Ḡilzay、? - 1730年）は、18世紀前半、きわめて短期間（4年弱）ではあるがイーラーン・シャーとしてペルシアを支配したアフガーン人（ここでは「パシュトゥーン人」と同じ意味）の部族の族長である。なお、名前は「ギルジー部族の人、アシュラフ」を意味する。

## 生涯
アシュラフは17世紀末か18世紀初頭に、おそらくはカンダハールのあたりで生まれ、ギルザイ部族連合の一支族、ホータク部族の有力家系に属す。アシュラフの父は、1709年にカンダハール地方一帯にホータク部族を中心にした独立政権を打ち立てたミール・ワイス・ハーン・ホータキーの弟、アブドゥルアズィーズである。したがって、ミール・ワイスはアシュラフにとって伯父にあたり、ミール・ワイスの息子、マフムードやフサインとは従兄弟同士の関係になる。
ミール・ワイスとアブドゥルアズィーズから族長（アミール）の地位を継いだミール・マフムードに従って、アシュラフは、1721年から1722年にかけて行われたサファヴィー朝への侵攻に参加した。カンダハール軍はサファヴィー朝の首都、イスファハーンを数ヶ月包囲した後、1722年10月23日に開城させた。シャー・スルターン・フサインは退位、イーラーン・シャー位をマフムードに譲り、捕虜になった。その一方でアシュラフは、部族内のいざこざに対してマフムードが下した裁定に不満があり、イスファハーンを去ってカンダハール地方に戻り、以後数年をそこで過ごした。
1725年に、イスファハーンを占領するカンダハール軍の武将たちが、アシュラフをイスファハーンに呼び戻した。アシュラフがイスファハーンに到着するなり、武将たちは陰謀をアシュラフに打ち明けた。精神的に不安定なマフムードよりもアシュラフの方が、お頭に相応しい、とのことだった。アシュラフは1725年4月26日にシャー位に就き、帝位を「譲った」マフムードは退位後3日目に「病死した」ことになっている。
1722年のイスファハーンの陥落直後から、サファヴィー朝の旧領では各地で帝位請求者が乱立する事態となっていた。また、ペルシアの政治的混乱を好機と捉えたロシア帝国とオスマン帝国も口実をつけてサファヴィー朝のアーザルバーイジャーン地方やカスピ海南岸などに出兵し、領土を切り取ろうとした。地方の帝位請求者らはオスマン帝国の庇護下に入り、サファヴィー朝の復興を目指したが、アシュラフは、スルターン・フサインからミール・マフムード、そして自らへと正統的に受け継がれたイーラーン・シャー位を持つものとして、帝位請求者がオスマン帝国に差し出した領土の返還を主張した。
これを罪深い傲慢としたオスマン朝が、アシュラフの政権に対して、1726年に宣戦布告した。アシュラフはその返答として、まず、イスファハーンの宮殿に生かしておいたスルターン・フサインを殺した。次いでイスファハーンの防備を固めてから北西に軍を進め、ホッラマーバードでオスマン軍と会戦し、勝利した。兵数で圧倒的に優勢であったオスマン軍に対し、アシュラフは間者を送り込み、間者に、同じスンナ派を奉じるトルコ人とアフガーン人の同士討ちを嘆かせ、また、「異端」のイラン人に対抗するためトルコ人とアフガーン人が同盟を結ぶべきだと叫ばせた。この作戦が功を奏し、クルド人騎兵たちが寝返り、オスマン軍の士気も下がった。アシュラフは1727年にはオスマン方との戦いを和睦に持ち込み、サファヴィー朝旧領の北西部の領有を請求する権利を放棄する代わりに、自らのシャー位をオスマン帝国に承認させた。
ロシアとの戦いはオスマン軍との戦いほどには成功を収めなかったが、それでも1729年にはラシュトで和睦条約を結び、サファヴィー朝の後継としてのレジティマシーがアシュラフにあることをロシア帝国に承認させた。こうしてオスマン帝国とロシア帝国にレジティマシーを承認させたアシュラフは、1729年にはスンナ派のクルド人、ゾロアスター教徒といったマイノリティだけでなく、シャーフセヴァン部族のようなシーア派住民からも支持を受けるようになった。
しかしながら、それでもなお、サファヴィー朝の旧領の大多数の住民はアフガーン人を拒絶した。バローチスターンではバローチ族が自立の気配を見せた。ケルマーンでは1726にシャー・スライマーンの娘の孫、サイイド・アフマド（シャー・アフマド1世）が挙兵した。アシュラフはこれを1728年に平定する。マーザンダラーンで亡命政権を維持していたタフマースブについては、アシュラフは当初、その力を小さく見積もっていた。
タフマースブはシャー・スルターン・フサインの息子である。タフマースブは1722年のイスファハーン包囲の際に旧都カズヴィーンに逃げ、イスファハーン陥落直後からシャー位を宣言していたが、ロシアに攻め込まれてさらにマーザンダラーンに逃げていた。そのタフマースブに、ホラーサーン地方のトゥルクマーン系二大部族、カージャール族とアフシャール族が臣従した。その中でも特に、アフシャール族の有力者、ナーディルクリー・ベグ（後のナーディル・シャー）がタフマースブの軍事的後ろ盾になった。脅威を感じたアシュラフは、ダームガーンまで軍を進めた。
アシュラフ軍とナーディル率いるタフマースブ軍と、ダームガーンの北東にあるメフマーンドゥーストの原で会戦した。カンダハールから来たアフガーン人たちは、数年間にわたって休みなく続く戦いに疲弊しており、アシュラフはこのダームガーンの戦いで敗北した。西方へ敗走したアシュラフ軍は、ヴァラーミーンの東にあるフワルの関を封鎖して追撃を防ごうとしたがこれも失敗して、イスファハーンへ逃げた。しかし、市民が反乱を起こそうとしていたため、バーザールに火を放ってバンダレ・アッバースに逃げた。この時点でアシュラフ軍は統制を失い、アフガーン人は散り散りになっていた。彼らはアラブ人に捕まって売られ、以後の数年間はバハライン地方（アラビア半島東岸）やマスカト地方（現オマーン）あたりでアフガーン人奴隷の姿がよく見られた。
アシュラフ・ギルザイ自身は、バンダレ・アッバースから海路でバスラへ入り、オスマン帝国に庇護を求めて再起を図るつもりであったが、海賊に船を奪われて海を経由した逃走が不可能になった。そのため、陸路、バローチスターンを通ってカンダハール地方へ戻ることにした。
アシュラフは1730年の冬に死去するが、E・G・ブラウンは逃走途中でバローチ族に襲われて殺されたのではないかとしている。『ブリタニカ百科事典』は、ナーディルにカンダハール領有を安堵された、フサイン・ホータキー（アシュラフの叔父）に殺されたのではないかとしている。『イラン百科事典』は、名目上カンダハールで独立していたフサインが、マフムード「病死」に関する疑惑に関してアシュラフをゆるしておらず、金で雇ったバローチ族にアシュラフを暗殺させたとしている。
アシュラフの評価に関して、『イラン百科事典』は、アシュラフがシャーとしてアフガニスタンからイラン高原に至る広大な領域に君臨していた期間は4年にも満たない短い間だけであったが、ロシアとトルコの猛攻をよく防いだとしている。